# Eremocaulon capitatum
Eremocaulon capitatum är en gräsart som först beskrevs av Carl Bernhard von Trinius, och fick sitt nu gällande namn av Ximena Londoño. Eremocaulon capitatum ingår i släktet Eremocaulon och familjen gräs. Inga underarter finns listade i Catalogue of Life.